# Cladocolea
Cladocolea es un género de arbustos con 36 especies aceptadas, pertenecientes a la familia Loranthaceae. Es originario de Sudamérica. 

## Taxonomía
El género fue descrito por Philippe Édouard Léon Van Tieghem y publicado en Bulletin de la Société Botanique de France  42: 166-168 en el año 1895.  La especie tipo es Cladocolea andrieuxii Tiegh.

## Descripción
Son plantas epífitas que generalmente parasitan en las especies de Bursera; los tallos son cilíndricos, escasamente ramificados. Las hojas son alternas, lanceoladas a oblanceoladas, de hasta 3 cm de largo y 1 cm de ancho, con el ápice agudo a redondeado y la base cuneada; tiene pecíolos de 2 mm de largo. Las inflorescencias son dimorfas, las primarias dicasios simples en las ramas en crecimiento, las secundarias con 2–3 hojas en la base y 3–6 flores creciendo en las ramas del año anterior, todas las flores excepto la terminal arregladas en espiral. Los frutos son ovoides de 7 mm de largo y 5 mm de ancho, rojos, tornándose negros al madurar.

## Especies aceptadas
A continuación se brinda un listado de las especies del género Cladocolea aceptadas hasta noviembre de 2014, ordenadas alfabéticamente. Para cada una se indica el nombre binomial seguido del autor, abreviado según las convenciones y usos.	

| Cladocolea | \| \| Cladocolea alternifolia \| \| \| \| \| \| Cladocolea andrieuxii \| \| \| \| \| \| Cladocolea biflora \| \| \| \| \| \| Cladocolea coriacea \| \| \| \| \| \| Cladocolea coyucae \| \| \| \| \| \| Cladocolea cupulata \| \| \| \| \| \| Cladocolea dimorpha \| \| \| \| \| \| Cladocolea diversifolia \| \| \| \| \| \| Cladocolea elliptica \| \| \| \| \| \| Cladocolea glauca \| \| \| \| \| \| Cladocolea gracilis \| \| \| \| \| \| Cladocolea grahamii \| \| \| \| \| \| Cladocolea harlingii \| \| \| \| \| \| Cladocolea hintonii \| \| \| \| \| \| Cladocolea hondurensis \| \| \| \| \| \| Cladocolea intermedia \| \| \| \| \| \| Cladocolea loniceroides \| \| \| \| \| \| Cladocolea mcvaughii \| \| \| \| \| \| Cladocolea micrantha \| \| \| \| \| \| Cladocolea microphylla \| \| \| \| |
|            | \| \| Cladocolea alternifolia \| \| \| \| \| \| Cladocolea andrieuxii \| \| \| \| \| \| Cladocolea biflora \| \| \| \| \| \| Cladocolea coriacea \| \| \| \| \| \| Cladocolea coyucae \| \| \| \| \| \| Cladocolea cupulata \| \| \| \| \| \| Cladocolea dimorpha \| \| \| \| \| \| Cladocolea diversifolia \| \| \| \| \| \| Cladocolea elliptica \| \| \| \| \| \| Cladocolea glauca \| \| \| \| \| \| Cladocolea gracilis \| \| \| \| \| \| Cladocolea grahamii \| \| \| \| \| \| Cladocolea harlingii \| \| \| \| \| \| Cladocolea hintonii \| \| \| \| \| \| Cladocolea hondurensis \| \| \| \| \| \| Cladocolea intermedia \| \| \| \| \| \| Cladocolea loniceroides \| \| \| \| \| \| Cladocolea mcvaughii \| \| \| \| \| \| Cladocolea micrantha \| \| \| \| \| \| Cladocolea microphylla \| \| \| \| |
|            | Cladocolea alternifolia |
|            | |
|            | Cladocolea andrieuxii |
|            | |
|            | Cladocolea biflora |
|            | |
|            | Cladocolea coriacea |
|            | |
|            | Cladocolea coyucae |
|            | |
|            | Cladocolea cupulata |
|            | |
|            | Cladocolea dimorpha |
|            | |
|            | Cladocolea diversifolia |
|            | |
|            | Cladocolea elliptica |
|            | |
|            | Cladocolea glauca |
|            | |
|            | Cladocolea gracilis |
|            | |
|            | Cladocolea grahamii |
|            | |
|            | Cladocolea harlingii |
|            | |
|            | Cladocolea hintonii |
|            | |
|            | Cladocolea hondurensis |
|            | |
|            | Cladocolea intermedia |
|            | |
|            | Cladocolea loniceroides |
|            | |
|            | Cladocolea mcvaughii |
|            | |
|            | Cladocolea micrantha |
|            | |
|            | Cladocolea microphylla |
|            | |